# Illiturgis

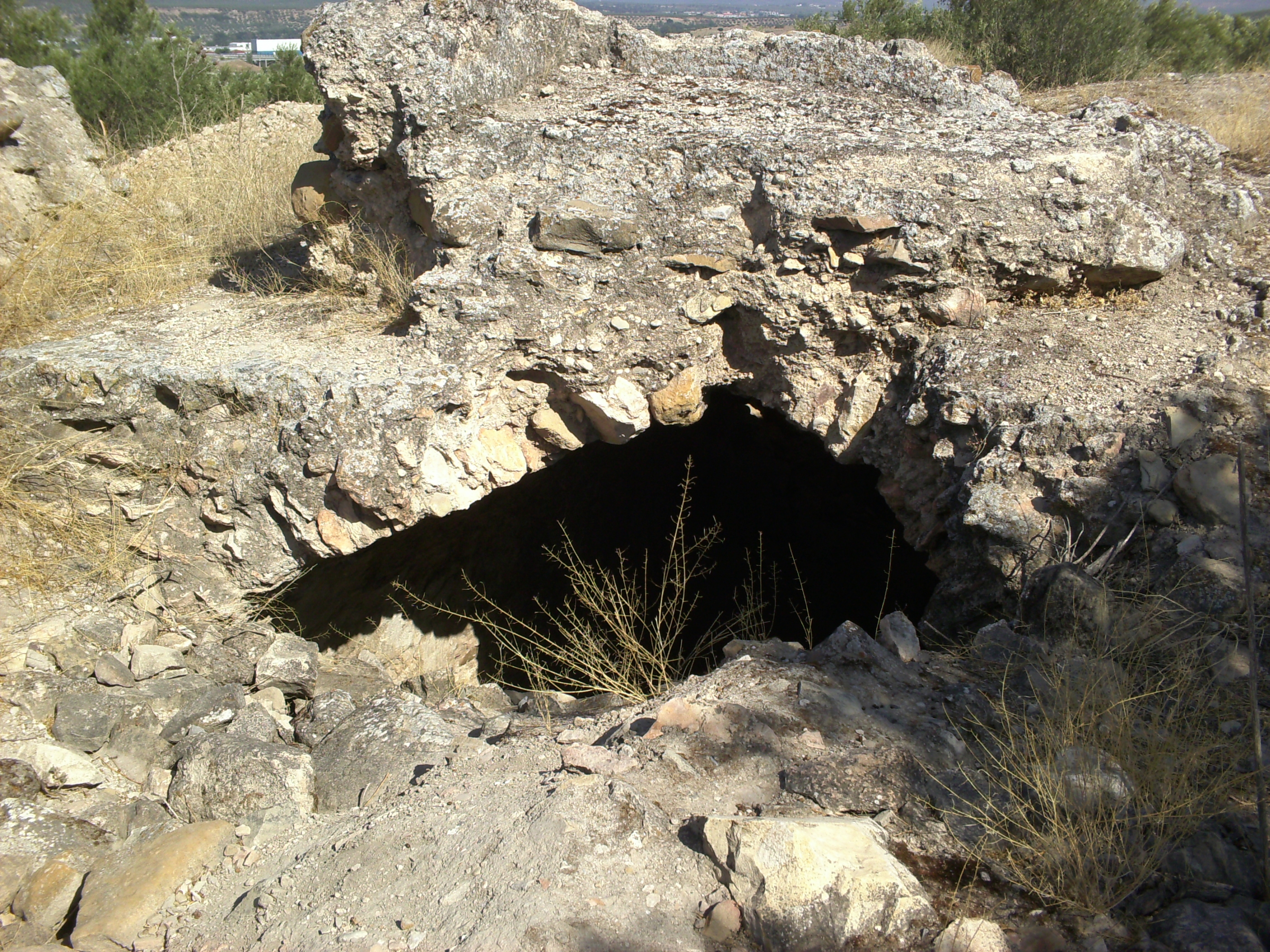
Vestiges de la citerne romaine d'Illiturgis.

Illiturgis, Iliturgi ou Iliturgis est une cité ibère durant l'Antiquité, localisée sur la route allant de Corduba à Castulo. Au début, elle est localisée sur le site de Mengíbar, mais à la suite de sa destruction, la population migre vers l'actuelle Andújar. Elle prend le surnom de Forum Julium pendant l'époque romaine.
Pendant la deuxième guerre punique, Illiturgis rallie le parti des Romains et est assiégé par les Carthaginois. Cependant, les sièges sont rapidement levés. À la suite de la défaite des deux frères Scipion, Illiturgis et Castulo se  rallient à Carthage. D'après les sources romaines, les habitants d'Illiturgis auraient exécutés les Romains qui avaient fui la ville. Scipion l'Africain prend d'assaut la ville en 206 av. J.-C. et brûle les cadavres des habitants exécutés,. La ville est assiégée par les Romains en 196 av. J.-C. et prise. Étant désormais une ville romaine, Illiturgis fait partie de la province de Hispania Baetica et s'agrandit. Saint-Euphrasius d'Illiturgis semble y avoir été premier évêque chrétien. Au VIIe siècle, Sisebut fait construire une église à l'emplacement du sépulcre d'Euphrasius à Illiturgis, mais à l'époque de l'invasion de l'Espagne par les Maures au VIIIe siècle, les reliques d'Euphrasius sont transférées en Galice.

## Géographie
La cité se trouve au nord du fleuve Bétis (aujourd'hui le Guadalquivir) sur un terrain montagneux. Pendant l'époque romaine, Illiturgis fait partie de la province de Bétique et se situe sur la route entre Castulo et Corduba, à cinq jours de marche de Carthago Nova. La ville ayant été détruite, puis repeuplée, il est probable que deux sites partagent le même nom. En effet, Illiturgis est localisée près de l'actuelle ville de Mengíbar  dans la province de Jaén (près de l'église Sainte Potenciana), même si pendant longtemps la ville fut située à tort près d'Andújar. On peut donc supposer qu'après la destruction de la ville ibérique, la nouvelle ville romaine est construite à proximité.

## Histoire
Elle est un enjeu majeur de la deuxième guerre punique durant laquelle elle est deux fois assiégée par les Carthaginois car les habitants ont pris le parti des Romains. Les deux sièges sont levés en 216 et 214 av. J.-C.. En 215 av. J.-C., la ville ibère d'Illiturgis devient une alliée de la République romaine. Elle est donc attaquée par les armées carthaginoises d'Hannibal Barca alors que l'armée ibère a un grand besoin en provisions. Rome aide la ville en envoyant des fournitures composées de vêtements et de nourriture. Cet acte n'est pas désintéressé de la part des Romains, car ils gagnent le soutien des habitants de la ville pour les aider à défendre leur foyer contre les Carthaginois. Les Romains réussissent à capturer trois des camps carthaginois, ce qui entraîne l'abandon du siège d'Illiturgis. Les Romains vainquent finalement les Carthaginois, ainsi que toutes les tribus.
Toutefois, après la défaite des frères Cnaeus Cornelius Scipion et Publius Cornelius Scipio, qui ont été envoyés en Hispanie pour assaillir les possessions de Carthage dans la région, et la mort de ces derniers en 211 av. J.-C., les habitants d'Illiturgis et de Castulo rejoignent le camp carthaginois. Pendant cette guerre, Rome a été trahie par de nombreuses communautés en Hispanie, car ces villes ne voulaient pas de la domination romaine. Selon Tite-Live, de toutes les villes qui ont trahi les Romains, Illiturgis est l'une des plus significatives de par sa taille et ses revendications. Quelques survivants se sont enfuis à Illiturgis dans l'espoir d'un refuge sûr. D'après les sources romaines, les habitants auraient exécuté les Romains qui cherchaient un refuge dans la ville,.
En 206 av. J.-C., Scipion l'Africain marche avec son armée pendant cinq jours pour se rendre à la ville d'Illiturgis, où il planifie de prendre le contrôle des terres et de détruire chaque construction et de tuer chaque habitant. Quand Scipion l'Africain arrive, la ville est lourdement fortifiée par la nature du lieu et les défenses construites par les habitants. Cependant la garnison n'a pas le nombre nécessaire de soldats pour défendre la ville. En voyant l'armée romaine arriver, la ville a fermé ses portes et beaucoup d'habitants sont restés bloqués à l'extérieur. L'armée romaine met le siège devant la ville. Quand l'assaut commence, Scipion l'Africain a seulement envoyé une petite partie de ses forces avec des échelles de siège pour attaquer la ville. Ce premier assaut est un échec et il encourage les habitants d'Illiturgis à résister. À l'issue de cet engagement, le peuple d'Illiturgis a subi des pertes élevées en proportion de leur faible nombre, alors que les Romains ont eu de faibles pertes, ce qui était l'idée principale de Scipion. Peu après, Scipion rassemble) ses hommes en leur tenant un discours encourageant où il exige que les Ibères soient punis de la manière la plus sévère pour leurs crimes. Il ordonne alors un nouvel assaut avec la majorité de ses forces, les Romains prennent pied sur les murs de la ville et envahissent la ville,,.
Scipion l'Africain exerce des représailles contre les habitants de la ville, car ils ont trahi Rome, mais également tué les Romains qui y ont cherché refuge. Il ne contente pas de faire détruire la ville, il ordonne de tuer tous les habitants, y compris les femmes et les enfants. Tous les habitants sont donc exécutés et les cadavres brûlés,,,.
La destruction d'Illiturgis a deux objectifs selon Tite-Live. Le premier est de venger la mort des soldats romains qui ont été trahis par les habitants. Le deuxième objectif est de montrer que Rome punit durement ceux qui la trahissent. Le jeune Scipion l'Africain entreprend de demander à nouveau l'allégeance des communautés hispaniques, notamment celles qui ont trahi Rome.
Elle est ensuite refondée par Tiberius Sempronius Gracchus quand il devient préteur d'Hispanie citérieure entre 181 et 179 av. J.-C..
Euphrasius d'Illiturgis semble y avoir été le premier évêque chrétien. Au VIIe siècle, le roi wisigoths Sisebut fait construire une église à l'emplacement du sépulcre d'Euphrasius d'Illiturgis. Cependant pendant la conquête musulmane de la péninsule Ibérique au VIIIe siècle, les reliques d'Euphrasius sont déplacées en Galice.

## Annexe

#### Fond antique
- Dion Cassius, Histoire romaine.
- Tite-Live, Histoire romaine.

#### Ouvrages
- (en) Basil Henry Hart, A greater than Napoleon : Scipio Africanus, New York, Biblo and Tannen, 1971.
- (en) D. S. Levene, Livy on the Hannibalic War, New York, Oxford University Press, 2010, 453 p. (ISBN 978-0-19-815295-8, lire en ligne).
- (es) Julio Mangas Manjarrés, De Aníbal al emperador Augusto, Madrid, Historia, coll. « Historia de España », 1995 (ISBN 84-7679-278-6).
- (en) Harry Thurston Peck, Harpers Dictionary of Classical Antiquities, Harper and Brothers, 1898.
- (en) H. H. Scullard, Scipio : Soldier and Politician, Bristol, Western Printing Services LTD, 1970.
- (en) William Smith, Dictionary of Greek and Roman Geography, Londres, 1854.
- (en) William Smith, Dictionary of Greek and Roman biography and mythology, vol. 3, 1870.
- (en) J. C. Yardley, Livy Hannibal's War : Books 21 to 30, Oxford Press, 2006.

#### Articles
- Agnès Pelletier, « Sagonte, Iliturgi, Astapa: trois destins tragiques vus de Rome », Mélanges de la Casa de Velázquez, vol. 23, no 1,‎ 1987, p. 107-124 (DOI 10.3406/casa.1987.2486, lire en ligne, consulté le 25 juillet 2017).
- (en) G. K. Tipps, « The Rogum Scipionis and Gnaeus Scipio's Last Stand », Classical Association of the Atlantic States, vol. 85, no 2,‎ décembre 1991, p. 81-90 (DOI 10.2307/4351014, JSTOR 4351014).